# 東京馬車鉄道

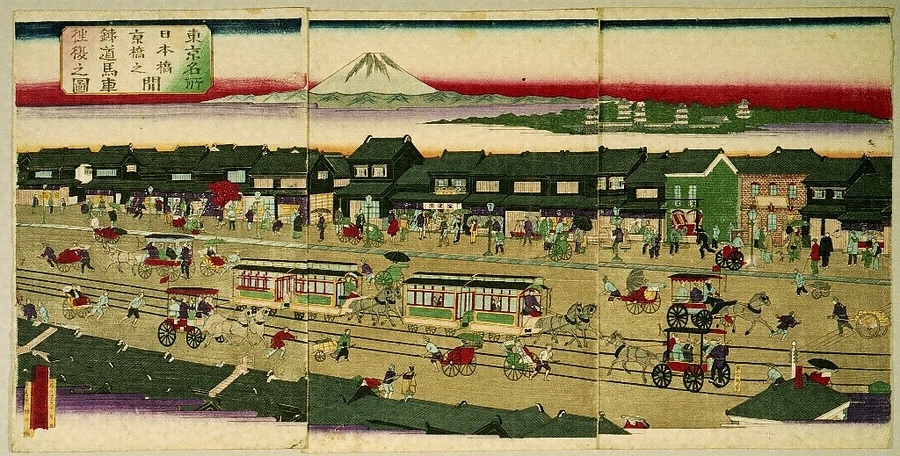
東京名所 日本橋京橋之間鉄道馬車往復之図

東京馬車鉄道（とうきょうばしゃてつどう）は、1880年（明治13年）に設立され、かつて東京府東京市において馬車鉄道を運営していた会社。日本初の馬車鉄道であると共に、日本初の私鉄でもある。ただし馬車鉄道であることから、文献では後に開業し蒸気機関を採用した日本鉄道や大阪堺間鉄道（後に阪堺鉄道、南海鉄道、近畿日本鉄道を経て現・南海電気鉄道）を日本初の私鉄と記すものも多い。
官営鉄道（後の日本国有鉄道→JR）で採用された1067 mm軌間や世界的に主流の1435 mm軌間（標準軌）のいずれとも異なる、1372 mmの軌間を採用していた。当時でも珍しいこの軌間を採用した理由は不明。以後、1372 mm軌間は馬車軌間と呼ばれるようになる。

## 歴史

### 計画
初めの計画者は当時鉄道作業局長であった松本荘一郎、富田鉄之助などであったが種田誠一、谷元道之、河村伝衛、久原庄三郎に譲り、五代友厚の後ろ楯により実現化していった。

### 出願
1880年（明治13年）2月13日に発起人種田誠一他3人が松田道之東京府知事に敷設願を提出し設立された。同年12月28日に会社設立が認められ社名を東京馬車鉄道株式会社とし、資本金が30万円（一株の売出価格100円。3000株、第三十三国立銀行より資金調達）、東京市京橋区三十間堀三丁目6番地に仮の本社を置いた。
開業に当たって発起人陣営が一番苦心したのは本社地の選定であった。予定とする馬180頭と馬車30両を収容可能な車庫兼厩舎を拵える土地を用立てるのは容易でなかった。民有地を用立てるのは無理と判断、起人陣営は敷設予定路線に近い官有地を探し、神田花岡町の火除地（現在のJR秋葉原駅）や上野旧下寺明地（現在のJR上野駅）の拝借を願い出たが許可されなかった。発起人陣営は協議の結果、芝汐留町二丁目の鉄道局構内を借用することを決め、井上勝鉄道局長官に同構内の用地借用願いを出願し、その折衝に発起人種田誠一、谷元道之が当たることになった。同年5月長官にもとに発起人、種田、谷元が訪問し、井上自身から助言と芝汐留二丁目の鉄道局用地借用許可が早期におりた。翌年3月21日に借地に駅舎および鉄路・厩・車庫建設の許可を鉄道局に願い出て29日に許可が下りた。借り受けた土地は現在の東新橋2丁目にあたる。
出願した路線は新橋停車場（後の汐留駅）から新橋、京橋、日本橋、昌平橋、御成り通りから上野公園（後の上野恩賜公園）、下谷広徳寺前を抜け、浅草広小路（現雷門通り）へ達する甲路線と、甲路線と並行区間（新橋停車場 - 本町三丁目）から分岐し大伝馬町通り浅草橋を経て御蔵前通りを右折、浅草橋に至り蔵前、浅草広小路の乙路線、新橋停車場から新橋、乙路線と並行区間から右折し京橋から炭屋橋を越え、日本橋東仲通り出て江戸橋から伊勢町河岸通り - 馬喰町通りを右折、浅草橋に至り乙路線と並行・合流する丙路線の三つの路線が開業路線であった。甲路線の新橋停車場 - 昌平橋までは複線、昌平橋から浅草田原町まで単線の三箇所に行違い線（待避線）を設置した。本町三丁目から浅草須賀町までは単線、御蔵前から浅草広小路が複線であった。丙路線は全線単線であった。
軌道敷設工事はおおむね道路の環境に応じて幅八尺、深さ一尺二寸三分ほど地面を掘り下げ、砂利を五寸五分の厚さに敷き、手木で三寸まで突き固めた。軌道の枕木は栗の木で作られた枕木を使った。枕木は4尺間隔で軌道内に置き、上にヒノキの縦材を敷き縦材のレールを鍄で隙間なく固定し十間につき砂利は二立方坪使い、ほか一坪二合二勺二才は下地に使い、残り七合八勺八才は道路より掘り出した土と混合して上敷きに使った。レールやその他の係わる付属品等は高田商会により英国から輸入した物を使った。レールは凹形断面のものを使った。このレールは人力車や荷車、馬車の通行の妨害になりづらい利点がある反面、溝に塵芥等が詰まりやすく、脱輪しやすい欠点があった。脱輪を回避するために線路清掃人を雇っていた。鉄道馬車を運行する者を馭者（ぎょうしゃ）、切手（切符）を売る者は車掌と呼んだ。

### 開業

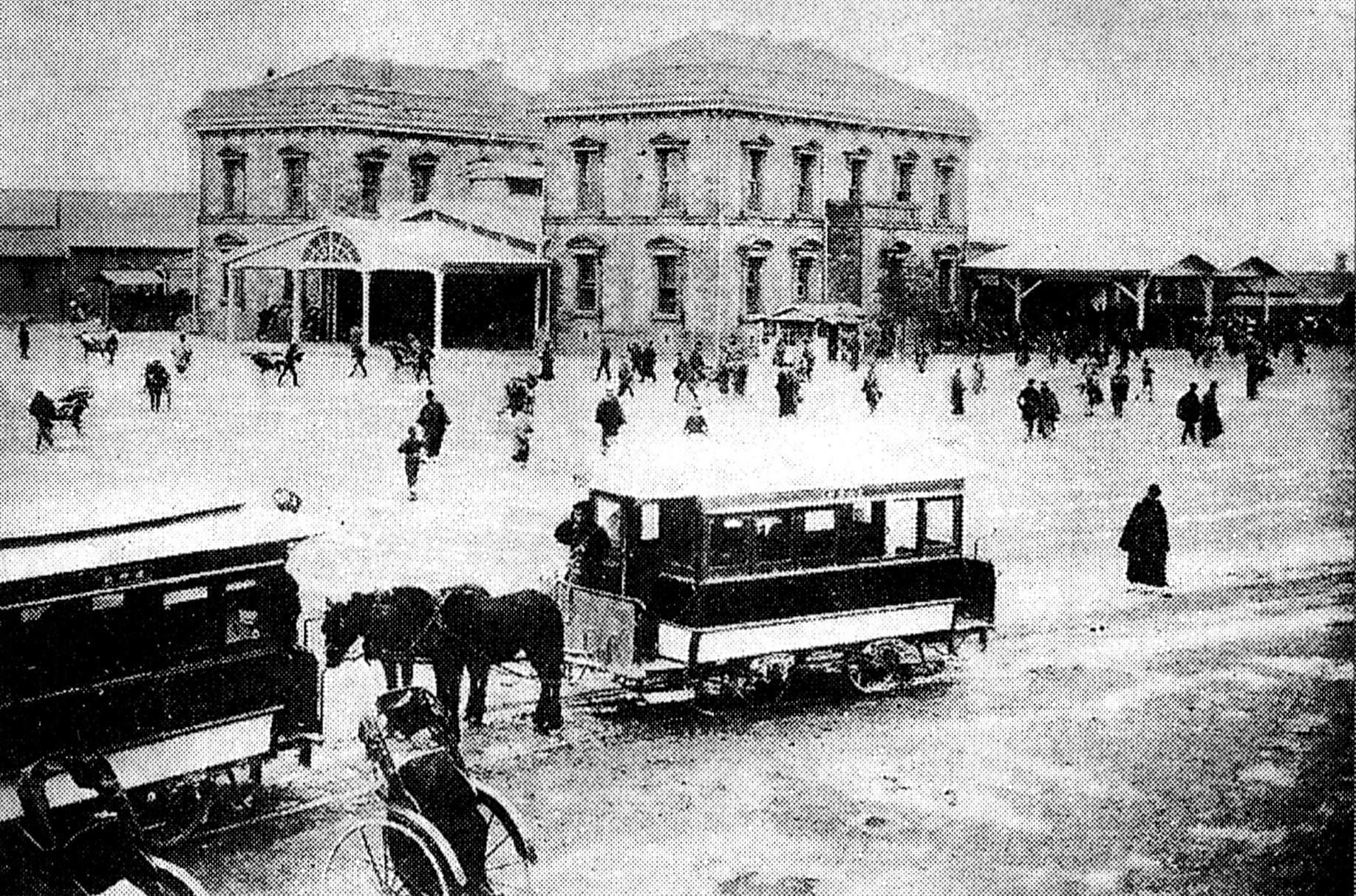
明治中頃の旧新橋駅周辺

1882年（明治15年）6月25日に、新橋と日本橋の間を結んで営業を開始した。停留所は基本的に汐留本社、新橋、終着地のみで、途中の停留所は存在せず利用者が降りたい所を車掌に言えば下車できた。乗るのも手を上げれば乗れたらしい。
1882年（明治15年）10月1日には、日本橋 - 上野 - 浅草 - 日本橋間の環状線も短時間で竣工させた。開業当初に営業運転に当たった馬車は31両あり、すべて英国製で一等車が29両でオールドバリー製で、二等車がスターバック製であった。二等車のうち1両が「夏用車」と謳ってありこの馬車は現在で言うとオープンカー形状の馬車であり、当時好評でかなり使われていた。夏用車（オープンカー）車体天井部分には東京市街馬車鉄道と記してあり側面には車体番号が記してあった。逸話として当初、1、2両を試験的に英国から輸入し、あとは東京馬車鉄道が国内で模造し量産するつもりでいたが、依頼先の鉄道局で製作する材料と車輪鉄具の製作ができず、仕方なく夏用車をすべて輸入したようである。馬は宇都宮や関東地区近隣から購入して使った。開業時47頭。開業年の末には226頭に増やした。新橋から全区間の所要時間は2時間程度で、新橋から浅草橋経由浅草広小路までは46分、新橋から万世橋経由浅草広小路まで42分、浅草広小路から上野広小路まで16分であった。料金は3区分制を採っており一区あたり一等車3銭、二等車2銭であった。一等車3銭は2000年代の流通貨幣で1,500円程度の価値である。全区間（3区間）×3銭を乗車すると2000年代の流通価値で4,500円、2等の場合でも3,000円の金額になる。2000年代のタクシー乗車金額相当の運賃であり、庶民が毎日使えるものではなかった。

### 電車化
営業は好調であったが、運行の激化による道路の損壊や馬鉄沿線の糞尿被害が社会問題化した。結局、欧州でも馬車鉄道を路面電車に置き換える所が増えていたこと、日本でも京都電気鉄道を初めとして名古屋や川崎などで路面電車の運行が開始されていたことから、東京馬車鉄道も路面電車への移行を決定、1903年（明治36年）に東京電車鉄道と社名を改めて、品川 - 新橋間で東京初の電車営業を始めた。そして、翌1904年（明治37年）までに路面電車への切り替えを完了する。
この時、品川馬車鉄道が採用していた737 mm軌間は、東京馬車鉄道が採用していた1372 mm軌間へ改められた。その後の経緯については、「東京都電車」の項を参照のこと。当社由来の路線は都電本通線・都電金杉線および都電品川線となり、一般には「銀座線」の通称でも呼ばれた。

### 年表

#### 馬車鉄道時代
- 1880年（明治13年） 
  - 02月23日 : 発起人谷元道之、種田誠一が東京府知事宛に東京府下市街馬車鉄道建築願を出願。
  - 11月24日 : 内務省から計画線の京橋 - 馬喰町は除いてほぼの東京市下の路線が許可が下りた。
  - 12月28日 : 東京馬車鉄道会社設立[4]。仮の本社事務所を東京市京橋区三十間掘三丁目6番地に置く。
- 1881年（明治14年）7月 : 芝区芝汐留町2丁目の鉄道局構内の借用地（1万8032坪）の整地開始。
- 1882年（明治15年）
  - 01月09日 : 開業予定路線の再度実測。
  - 04月12日 : 新橋 - 浅草間開業予定路線のうち神田区の昌平橋通りを万世橋に変更が認められる。
  - 03月23日 : 新橋（汐留）本社兼構内停車場完成。車庫一棟、厩舎三棟で馬292頭が収容可能な大規模な厩舎など総建坪が1647坪ほか調馬場6,300坪と東京の中心地としては大きな車庫兼厩舎が落成した。
  - 03月31日 : 新橋停車場（汐留） - 新橋間、軌道工事起工。
  - 05月28日 : 新橋 - 日本橋間、軌道敷設工事起工。
  - 05月05日 : 新橋停車場（汐留） - 新橋軌道工事竣工。全線複線。
  - 06月22日 : 新橋 - 日本橋間、軌道敷設工事竣工。全線複線。
  - 06月23日 : 新橋 - 日本橋間、試運転開始。
  - 06月25日 : 東京馬車鉄道、新橋 - 日本橋間（約2.5キロ）開業。
  - 06月30日 : 日本橋区本石町三丁目角から馬喰町通りに新たに単線を追加。浅草橋通りの軌道に接続。
  - 07月06日 : 日本橋 - 本町・石町通り浅草橋間と本町三丁目 - 万世橋間、軌道敷設工事起工。
  - 08月06日 : 本町三丁目 - 万世橋間、軌道敷設工事竣工。複線。
  - 08月09日 : 日本橋 - 本町・石町通り浅草橋間、軌道敷設工事竣工。日本橋 - 本町までは複線。石町通り - 浅草橋間は単線。
  - 0000同日 : 浅草橋北 - 浅草広小路間と万世橋 - 上野山下 - 菊屋橋間、軌道敷設工事起工。
  - 09月30日 : 浅草橋北 - 浅草広小路間と万世橋 - 上野山下 - 菊屋橋間、軌道敷設工事竣工。浅草橋 - （芽町通り） - 須賀町まで単線、須賀町 - （蔵前通り） - 諏訪町まで複線、諏訪町 - 駒形まで単線、駒形 - 並木町・雷門前まで複線、雷門前 - 菊屋橋まで単線。万世橋 - 西黒門町は単線、西黒門町 - 上野間は複線、上野山下通りは複線、車坂町角 - 菊屋橋まで単線、下谷広徳寺前通りには回避線が設けられた。各区間が竣工する毎に開業していった。
  - 10月25日 : 浅草橋が落成。全線開通。循環運転開始。
- 1883年（明治16年）2月 : この頃、久原庄三郎や大倉喜八郎が取締役になる。沿線道路の馬糞尿による悪臭や道路破壊が社会問題化する。また様々な面で東京市と内務省に対立するかたちになる。
- 1887年（明治20年）5月31日 : 東京府知事に対し品川線、内藤新宿線、板橋線、千住線の敷設許可を出願。
- 1888年（明治21年） : 新橋鉄道局の業務拡張により東京馬車鉄道の鉄道局構内線の廃止。この廃止で上野、浅草方面の運行で支障をきたす。会社は廃止を引き換えに構内線の戻り線専用線（汐留通り線）複線化を内務省に要求。内務省に拒絶。あとで汐留通り線に待避線設置に許可が下りる。
  - 6月5日 : 内務省は万世橋から柳原通りを経て浅草橋までの単線敷設を許可を下りた。他申請した路線は許可が下りなかった。
- 1889年（明治22年）11月：品川乗合馬車鉄道が新橋 - 品川間で無軌道式乗合馬車の営業開始。
  - 11月1日：上野線と浅草線を結ぶ支線として柳原通りに万世橋 - 浅草橋間を敷設。
- 1890年（明治23年）：万世橋 - 浅草橋間が廃止。
- 1891年（明治24年）5月25日 : 臨時株主総会で谷元道之社長が辞任し、副社長だった牟田口元学が社長に就任。この時期から若尾逸平率いる甲州財閥の配下に置かれることになる。
- 1893年（明治26年）11月 : 馬による運行から電気を動力としての変更願を提出。
- 1897年（明治30年）3月20日 : 合羽橋経由の上野 - 雷門間が単線開業。菊屋橋経由と合わせて複線化。合羽橋経由は雷門方面の、菊屋橋経由は上野方面の一方通行となる。全線開業。
  - 12月 : 品川乗合馬車鉄道が無軌道式から軌道式へと変更。品川馬車鉄道と改称し、後藤猛太郎伯爵が新橋 - 品川間で馬車鉄道事業を始める。
- 1899年（明治32年）6月19日 : 東京馬車鉄道が品川馬車鉄道を吸収合併。

#### 電車化
- 1899年（明治32年）
  - 10月19日 : 東京馬車鉄道を東京市営化するか民営で運営するかという議論が、市議会で議事に挙がる。民営派率いる自由党の星亨が民営の方針を打ち出し議論に終止符を打つ。星率いる民営を推進するグループから東京電気鉄道（のちの東京電気鉄道とは別）、東京電車鉄道、東京自動鉄道が三社合同し、資本金1,500万円の巨大企業、東京市街鉄道となる。
- 1900年（明治33年）
  - 06月 : 東京馬車鉄道に動力変更の許可が出る。東京市街鉄道にも敷設許可が下りる。
  - 10月 : 臨時株主総会を開き資本金170万円を増額し500万円に増額。社名を東京馬車鉄道から東京電車鉄道に変更。
- 1902年（明治35年）12月31日 : 新橋 - 上野 - 浅草間で日本初の終夜運転を実施[5]。
- 1903年（明治36年）08月22日 : 買収路線の品川線（新橋 - 品川八つ山）を電気に動力変更。電車化。
- 1906年（明治39年）09月11日 : 東京電車鉄道（旧東京馬車鉄道）・東京市街鉄道・東京電気鉄道（外濠線）の3社が合併し、東京鉄道（東鉄）成立。
- 1911年（明治44年）08月01日 : 東京市が東京鉄道を買収。東京市電気局を開設し、東京市電となる。区拡張前の東京市内の路面電車はすべて公営化された。

## 車両
製造会社は明治25年時ではオールドバリー（イギリス）25両、スターバック（イギリス）13両、ジョンステヘンソン（アメリカ）20両、ジェヲルジミルンス（イギリス）30両、自社改造4両計92両であった。
廃止にあたり不要になった車両、軌条、その他付属品は伊万里出身の牟田口元学のつてで佐賀馬車鉄道（のちの佐賀電気軌道）に売却された

## 統計
| 年度     | 車両数 | 馬匹数 | 乗客数     | 営業距離（哩.鎖） |
| -------- | ------ | ------ | ---------- | ----------------- |
| 明治15年 | 31     | 226    | 1,106,623  | 71.527            |
| 明治16年 | 42     | 262    | 3,906,994  | 415.810           |
| 明治17年 | 62     | 290    | 5,297,868  | 572.693           |
| 明治18年 | 62     | 425    | 6,349,644  | 932.341           |
| 明治19年 | 62     | 401    | 5,938,761  | 1,029.375         |
| 明治20年 | 62     | 423    | 7,556,473  | 935.742           |
| 明治21年 | 92     | 444    | 7,776,473  | 998.375           |
| 明治22年 | 92     | 661    | 8,011,674  | 1,048.252         |
| 明治23年 | 92     | 521    | 8,326,559  | 939.716           |
| 明治24年 | 92     | 461    | 6,594,075  | 1,039.686         |
| 明治25年 | 92     | 447    | 7,051,256  | 1,053.408         |
| 明治26年 | 92     | 460    | 8,402,701  | 1,180.886         |
| 明治27年 | 92     | 533    | 11,058,143 | 1,317.971         |
| 明治28年 | 102    | 595    | 15,479,620 | 1,635.340         |
| 明治29年 | 135    | 961    | 21,555,373 | 2,026.462         |
| 明治30年 | 150    | 1,020  | 24,801,543 | 2,268.462         |
| 明治31年 | 202    | 1,220  | 30,008,059 | 3,140.192         |
| 明治32年 | 282    | 1,503  | 27,616,374 | 4,530.687         |
| 明治33年 | 308    | 1,854  | 33,458,121 | 10,465.269        |
| 明治34年 | 307    | 2,125  | 40,999,332 |                   |
| 明治35年 | 307    | 1,917  | 42,206,917 |                   |
| 明治36年 | 300    | 1,174  | 19,334,480 |                   |

- 『東京馬車鉄道』117、170、180頁、営業距離は『都史資料集成 第３巻 東京市街鉄道』解説